# Para-Asienspiele 2014/Badminton
Badminton wurde bei den Para-Asienspielen 2014 im Gyeyang Gymnasium in Incheon vom 19. bis zum 23. Oktober gespielt.

## Medaillengewinner
| Disziplin           | Gold                              | Silber                                | Bronze                                  |
| ------------------- | --------------------------------- | ------------------------------------- | --------------------------------------- |
| Herreneinzel SL3    | Ukun Rukaendi                     | Manoj Sarkar                          | Duc Trung Pham                          |
| Herreneinzel SL3    | Ukun Rukaendi                     | Manoj Sarkar                          | Pramod Bhagat                           |
| Herreneinzel SL4    | Fredy Setiawan                    | Tarun                                 | Lin Cheng-che                           |
| Herreneinzel SL4    | Fredy Setiawan                    | Tarun                                 | Bakri Omar                              |
| Herreneinzel SU5    | Cheah Liek Hou                    | Oddie Kurnia Dwi Listyanto Putra      | Suryo Nugroho                           |
| Herreneinzel SU5    | Cheah Liek Hou                    | Oddie Kurnia Dwi Listyanto Putra      | Imam Kunantoro                          |
| Herreneinzel WH1    | Choi Jung-man                     | Lee Sam-seop                          | Jakarin Homhaul                         |
| Herreneinzel WH1    | Choi Jung-man                     | Lee Sam-seop                          | Osamu Nagashima                         |
| Herreneinzel WH2    | Kim Jung-jun                      | Kim Kyung-hoon                        | Madzlan Saibon                          |
| Herreneinzel WH2    | Kim Jung-jun                      | Kim Kyung-hoon                        | Kim Sung-hun                            |
| Herrendoppel SL3-4  | Hary Susanto Ukun Rukaendi        | Dwiyoko Fredy Setiawan                | Lin Cheng-che Huang Hsing-chih          |
| Herrendoppel SL3-4  | Hary Susanto Ukun Rukaendi        | Dwiyoko Fredy Setiawan                | Md Radhi Juhari Hairulfozi Saaba        |
| Herrendoppel WH1-2  | Choi Jung-man Kim Sung-hun        | Kim Kyung-hoon Lee Sam-seop           | Jakarin Homhaul Dumnern Junthong        |
| Herrendoppel SU5    | Cheah Liek Hou Suhaili Laiman     | Raj Kumar Rakesh Pandey               | Minh Nhuan Tran Hong Tuan Pham          |
| Herrendoppel SU5    | Cheah Liek Hou Suhaili Laiman     | Raj Kumar Rakesh Pandey               | Imam Kunantoro Suryo Nugroho            |
| Dameneinzel SL4-5   | Sun Shouqun                       | Cheng Hefang                          | Ma Huihui                               |
| Dameneinzel SL4-5   | Sun Shouqun                       | Cheng Hefang                          | Leani Ratri Oktila                      |
| Dameneinzel WH1-2   | Lee Sun-ae                        | Amnouy Wetwithan                      | Ping Wang                               |
| Dameneinzel WH1-2   | Lee Sun-ae                        | Amnouy Wetwithan                      | Kim Yeon-sim                            |
| Dameneinzel SL3     | Parul Dalsukhbhai Parmar          | Wannaphatdee Kamtam                   | Paramee Panyachaem                      |
| Damendoppel SL3-SU5 | Cheng Hefang Ma Huihui            | Leani Ratri Oktila Khalimatus Sadiyah | Noriko Ito Akiko Sugino                 |
| Damendoppel WH1-2   | Kim Yeon-sim Lee Mi-ok            | Sujirat Pookkham Amnouy Wetwithan     | Lee Sun-ae Son Ok-cha                   |
| Mixed SL3-SU5       | Fredy Setiawan Leani Ratri Oktila | Raj Kumar Parul Dalsukhbhai Parmar    | Adisak Saengarayakul Chanida Srinavakul |
| Mixed SL3-SU5       | Fredy Setiawan Leani Ratri Oktila | Raj Kumar Parul Dalsukhbhai Parmar    | Gen Shogaki Noriko Ito                  |
| Mixed WH1-WH2       | Jakarin Homhaul Amnouy Wetwithan  | Lee Sam-seop Lee Sun-ae               | Dumnern Junthong Sujirat Pookkham       |
| Mixed WH1-WH2       | Jakarin Homhaul Amnouy Wetwithan  | Lee Sam-seop Lee Sun-ae               | Kim Jung-jun Son Ok-cha                 |

## Medaillenspiegel
| Rang   | Land                | Gold | Silber | Bronze | Gesamt |
| ------ | ------------------- | ---- | ------ | ------ | ------ |
| 1      | Südkorea            | 5    | 4      | 4      | 13     |
| 2      | Indonesien          | 4    | 3      | 4      | 11     |
| 3      | Volksrepublik China | 2    | 1      | 2      | 5      |
| 4      | Malaysia            | 2    | 0      | 3      | 5      |
| 5      | Indien              | 1    | 4      | 1      | 6      |
| 6      | Thailand            | 1    | 3      | 5      | 9      |
| 7      | Japan               | 0    | 0      | 3      | 3      |
| 8      | Chinesisch Taipeh   | 0    | 0      | 2      | 2      |
| 8      | Vietnam             | 0    | 0      | 2      | 2      |
| Gesamt | Gesamt              | 15   | 15     | 26     | 56     |